# ふったらどしゃぶり When it rains, it pours
『ふったらどしゃぶり When it rains, it pours』（ふったらどしゃぶり ウェンイットレインズ イットプアーズ）は、一穂ミチによる小説。新書館から文庫本が刊行された。
2025年1月より、毎日放送にてテレビドラマが放送された。

## あらすじ
同じ会社の同僚である一顕と整はメールの誤送信がきっかけで、同僚だと気づかないまま、性と愛の悩みを打ち明け合う仲になった。

## 登場人物
- 整
- 一顕
- 和章
- かおり

## 書誌情報
- KADOKAWA - メディアファクトリー
  1. 一穂ミチ（著）・竹美家らら（絵）『ふったらどしゃぶり When it rains, it pours』KADOKAWA（メディアファクトリー）〈フルール文庫ブルーライン〉、2013年9月13日発売[3]、ISBN 978-4-040-67024-9
  2. 一穂ミチ（著）・竹美家らら（絵）『ナイトガーデン』KADOKAWA（メディアファクトリー）〈フルール文庫ブルーライン〉、2014年7月15日発売[4]、ISBN 978-4-040-66905-2（和章メインのスピンオフ作品）
- 新書館
  1. 一穂ミチ（著）・竹美家らら（絵）『ふったらどしゃぶり～When it rains, it pours～完全版』新書館〈ディアプラス文庫〉、2018年9月10日発売[2]、ISBN 978-4-403-52461-5
  2. 一穂ミチ（著）・竹美家らら（絵）『メロウレイン』新書館（その他）、2018年10月27日発売[5]、ISBN 978-4-403-22124-8
  3. 一穂ミチ（著）・竹美家らら（絵）『ナイトガーデン 完全版』新書館〈ディアプラス文庫〉、2019年6月10日発売[6]、ISBN 978-4-403-52485-1（和章メインのスピンオフ作品）
  4. 一穂ミチ（著）・竹美家らら（絵）『メロウレイン 完全版（上）』新書館〈ディアプラス文庫〉、2025年1月10日発売[7]、ISBN 978-4-403-52618-3
  5. 一穂ミチ（著）・竹美家らら（絵）『メロウレイン 完全版（下）』新書館〈ディアプラス文庫〉、2025年1月10日発売[8]、ISBN 978-4-403-52619-0

## テレビドラマ
『ふったらどしゃぶり』のタイトルで、 2025年1月10日（9日深夜）から2月21日（20日深夜）まで毎日放送「ドラマ特区」枠で放送された。主演は伊藤あさひと武藤潤。

### キャスト

#### 主要人物
半井整（なからい せい）〈27〉
演 - 伊藤あさひ
電気メーカー「伊坂堂」の総務部勤務。
萩原一顕（はぎわら かずあき）〈27〉
演 - 武藤潤
整の同期。電気メーカー「伊坂堂」の営業部勤務。

#### 周辺人物
水谷かおり（みずたに かおり）〈27〉
演 - 秋田汐梨
ネイリスト。一顕の交際相手。
藤澤和章（ふじさわ かずあき）〈27〉
演 - 松本大輝
整の幼馴染で、同居人。
篠宮成
演 - 北村優衣
足立颯太
演 - 小林大斗
塩野
演 - 池内祥人

### スタッフ
- 原作 - 一穂ミチ『ふったらどしゃぶり When it rains, it pours』（新書館刊）[1]
- 監督 - 高橋名月、富田未来[1]
- 脚本 - 開真理[1]
- 音楽 - 坂本秀一[1]
- オープニング主題歌 - ONE LOVE ONE HEART「ビターネクター」（avex trax）[10]
- エンディング主題歌 - わんちゃんわんわんねこにゃんにゃん「明けない夜」（rock field）[11]
- プロデューサー - 尹楊会、内部健太郎、鈴木藍
- アソシエイトプロデューサー - 藤井友美子、稲葉有也
- 制作協力 - ホリプロ[1]
- 製作 - 「ふったらどしゃぶり」製作委員会（MBS・エイベックスピクチャーズ・テレビ神奈川）、毎日放送[1]

### 放送日程
| 話数   | 放送日  | サブタイトル          | 監督     |
| ------ | ------- | --------------------- | -------- |
| 第1話  | 1月10日 | 報われない愛と性      | 高橋名月 |
| 第2話  | 1月17日 | 俺とセックスしてくれ… | 富田未来 |
| 第3話  | 1月24日 | メールの相手はー      | 富田未来 |
| 第4話  | 1月31日 |                       | 高橋名月 |
| 第5話  | 2月07日 | 想いは溢れてー。      | 高橋名月 |
| 第6話  | 2月14日 | 秘密がバレて…         | 高橋名月 |
| 最終話 | 2月21日 | 二人が選ぶ未来はー    | 高橋名月 |

### 放送局
| 放送期間                | 放送時間                      | 放送局       | 対象地域   | 備考              |
| ----------------------- | ----------------------------- | ------------ | ---------- | ----------------- |
| 2025年1月9日 - 2月20日  | 木曜 23:30 - 翌0:00           | テレビ神奈川 | 神奈川県   | 1時間29分先行放送 |
| 2025年1月10日 - 2月21日 | 金曜 0:59 - 1:29 （木曜深夜） | 毎日放送     | 近畿広域圏 | 製作局            |
|                         | 金曜 23:00 - 23:30            | チバテレ     | 千葉県     |                   |
| 2025年1月16日 - 2月27日 | 木曜 0:00 - 0:30 （水曜深夜） | テレビ埼玉   | 埼玉県     |                   |
|                         | 木曜 22:30 - 23:00            | とちぎテレビ | 栃木県     |                   |
|                         | 木曜 23:30 - 翌0:00           | 群馬テレビ   | 群馬県     |                   |

### ネット配信
| 配信開始月 | 配信サイト           | 配信料金     | 備考           |
| ---------- | -------------------- | ------------ | -------------- |
| 2025年1月  | FOD（FODプレミアム） | 定額制有料   | 見放題独占配信 |
| 2025年1月  | MBS動画イズム        | 広告付き無料 | 見逃し配信     |
| 2025年1月  | TVer                 | 広告付き無料 | 見逃し配信     |

| 毎日放送 ドラマ特区                     | 毎日放送 ドラマ特区 | 毎日放送 ドラマ特区                       |
| 前番組                                  | 番組名              | 次番組                                    |
| --------------------------------------- | ------------------- | ----------------------------------------- |
| 初めましてこんにちは、 離婚してください | ふったらどしゃぶり  | 復讐カレシ 〜溺愛社長の顔にはウラがある〜 |